# Alloway (Nova Jersey)
|  | Aquest article tracta sobre el municipi estatunidenc. Si cerqueu el municipi escocès, vegeu «Alloway (Escòcia)». |

Alloway és una concentració de població designada pel cens dels Estats Units a l'estat de Nova Jersey. Segons el cens del 2000 tenia 1.128 habitants.

## Demografia
Segons el cens del 2000, Alloway tenia 1.128 habitants, 391 habitatges, i 299 famílies. La densitat de població era de 62,5 habitants/km².
Dels 391 habitatges en un 33% hi vivien nens de menys de 18 anys, en un 63,4% hi vivien parelles casades, en un 9% dones solteres, i en un 23,5% no eren unitats familiars. En el 20,5% dels habitatges hi vivien persones soles el 10,2% de les quals corresponia a persones de 65 anys o més que vivien soles. El nombre mitjà de persones vivint en cada habitatge era de 2,68 i el nombre mitjà de persones que vivien en cada família era de 3,07.
Per edats la població es repartia de la següent manera: un 28,5% tenia menys de 18 anys, un 6,9% entre 18 i 24, un 26,2% entre 25 i 44, un 24,3% de 45 a 60 i un 14,1% 65 anys o més.
L'edat mediana era de 38 anys. Per cada 100 dones de 18 o més anys hi havia 99,3 homes.
La renda mediana per habitatge era de 56.477 $ i la renda mediana per família de 66.346 $. Els homes tenien una renda mediana de 40.357 $ mentre que les dones 32.083 $. La renda per capita de la població era de 25.121 $. Aproximadament el 4,4% de les famílies i l'11,2% de la població estaven per davall del llindar de pobresa.